# يوهان لودويغ كريبز
يوهان لودويغ كريبز (بالألمانية: Johann Ludwig Krebs)‏ هو عازف آلة وترية ‏ وملحن ألماني، ولد في 12 أكتوبر 1713 في بوتلشتيت في ألمانيا، وتوفي في 1780 في آلتنبورغ في ألمانيا.

## وصلات خارجية
- يوهان لودويغ كريبز على موقع الموسوعة البريطانية (الإنجليزية)
- يوهان لودويغ كريبز على موقع ميوزك برينز (الإنجليزية)
- يوهان لودويغ كريبز على موقع أول ميوزيك (الإنجليزية)
- يوهان لودويغ كريبز على موقع ديسكوغز (الإنجليزية)